# Lyudmila Chernyshova
Lyudmila Georgiyevna Chernyshova (em russo:  Людмила Георгиевна Чернышёва; Moscou, 1 de novembro de 1952) é uma ex-jogadora de voleibol da Rússia que competiu pela União Soviética nos Jogos Olímpicos de 1976 e 1980.
Em 1976, ela fez parte da equipe soviética que conquistou a medalha de prata no torneio olímpico, no qual atuou em cinco partidas. Quatro anos depois, ela participou de cinco jogos e ganhou a medalha de ouro com o conjunto soviético no campeonato olímpico de 1980.